# La sedia rotta
La sedia rotta (titolo originale Death Is the Last Lover, titolo alternativo Nirvana Can Also Mean Death) è un romanzo noir del 1959 di Henry Kane pubblicato nel 1960 nella collana i Gialli proibiti.

## Edizioni
- Henry Kane, La sedia rotta, collana I Gialli Proibiti, Longanesi, 1960,  p. 218.